# Списък на реките в Португалия
Списъкът на реките в Португалия е подреден по азбучен ред и съдържа информация за 29 реки с дължина над 50 km. За всяка река са показани нейната дължина (в km), площта на водосборния ѝ басейн (в km²), къде се влива. За реките от 3-ти или 4-ти порядък е показан към кой водосборен басейн се отнасят. Тези реки, на които част от течението или части от водосборния им басейн е извън територията на Португалия, са показани със звездичка (*) и са посочени в скоби килиметрите на територията на Португалия.
А – Б – В – Г – Д – Е – Ж – З – И – Й – К – Л – М – Н – О – П – Р – С – Т – У – Ф – Х – Ц – Ч – Ш – Щ – Ю – Я

## А
- Ави – 98 / 1388, Атлантически океан
- Агеда – 133* / 2426*, ляв приток на Дору
- Аради – 75 / ?, Атлантически океат
- Ардила – 166* / 1822* (1043), ляв приток на Гуадиана

## В
- Вашкан – 69 / 443, десен приток на Гуадиана
- Вога – 148 / 3635, Атлантически океан

## Г
- Гуадиана – 865* (260) / 67 733* (12 220), Атлантически океан

## Д
- Дан – 92 / 1377, десен приток на Мондегу
- Дору (Дуеро) – 897* (322) / 97 299* (18 347), Атлантически океан

## З
- Зезери – 242 / 5043, десен приток на Тежу

## К
- Кавадо – 135 / 1589, Атлантически океан
- Коа – 140 / 2521, ляв приток на Дору
- Кора – 50 / 265, десен приток на Гуадиана

## Л
- Лима – 108* / 370*, Атлантически океан

## М
- Миньо – 315* / 16 275*, Атлантически океан
- Мира – 145 / 1600, Атлантически океан
- Мондегу – 220 / 6770, Атлантически океан

## О
- Обелока – 84 / ?, десен приток на Аради
- Оделейти – ? / ?, десен приток на Гуадиана

## Р
- Рабасал – ?* / ?*, ляв приток на Туа (десен приток на Дору)
- Рая – 95 / ?, ляв приток на Сорая (ляв приток на Тежу)

## С
- Сабор – 116* / ?*, десен приток на Дору
- Саду – 180 / 7640, Атлантически океан
- Сор – 87 / ?, десен приток на Сорая (ляв приток на Тежу)
- Сорая – 60 / 7730, ляв приток на Тежу

## Т
- Тамига – 145* / 3200*, десен приток на Дору
- Тежу (Тахо) – 1007* (277) / 80 600 (24 900), Атлантически океан
- Туела – 120* / ?*, десен приток на Туа (десен приток на Дору)

## Ш
- Шанса (Чанса) – 117* (36) / 536*, ляв приток на Гуадиана